# Doi cuscri de coșmar
Doi cuscri de coșmar (în engleză Meet the Fockers) este un film de comedie american din 2004 regizat de Jay Roach după un scenariu de Jim Herzfeld și John Hamburg după o povestire  Jim Herzfeld și Marc Hyman bazată pe personaje de Greg Glienna și Mary Ruth Clarke. În rolurile principale au interpretat actorii Robert De Niro, Ben Stiller, Dustin Hoffman și Barbra Streisand.
A fost produs de studiourile Tribeca Productions și Everyman Pictures și a avut premiera la 16 decembrie 2004, fiind distribuit de Universal Pictures (America de Nord) și DreamWorks Pictures (restul lumii). Coloana sonoră a fost compusă de Randy Newman. 
Cheltuielile de producție s-au ridicat la 80 de milioane de dolari americani și a avut încasări de 516 milioane de dolari americani.
A avut o continuare, O familie de coșmar, în 2010.

## Rezumat
Cu data nunții fixată peste șase luni, Greg Focker și logodnica lui Pam Byrnes decid ca părinții lor să se cunoască între ei. Cei doi zboară la Oyster Bay, New York, pentru a-l lua pe tatăl lui Pam, pe agentul CIA pensionar Jack Byrnes, pe mama ei Dina și pe nepotul de un an, Jack „Micuțul Jack” Banks (fiul lui Bob și Debbie Banks). Jack transportă familia cu noua lui casă cu motor (mașină de camping) la Miami, Florida, pentru a-i întâlni pe părinții lui Greg.
Ei sunt întâmpinați de părinții excentrici, iubitori de distracții și cu spirit liber ai lui Greg: Bernie Focker, un avocat care și-a lăsat meseria pentru a fi tată acasă, și Roz, terapeut de sex pentru cupluri în vârstă. În timp ce Dina se conectează sufletește de familia Focker, se formează fisuri între Jack și Focker din cauza personalităților lor contrastante.
O urmărire între câinele lui Focker, Moses, și pisica lui Byrne, Jinx, culminează cu Jinx care îl aruncă pe Moses în toaleta mașinii lui Jack. Bernie distruge toaleta pentru a-l salva pe Moses. Mai târziu, Bernie îi rănește accidental spatele lui Jack în timpul unui partide de fotbal american.
Pam îl spune lui Greg că este însărcinată și decid să păstreze secretul până când se căsătoresc. Bernie le spune invitaților că Greg și-a pierdut virginitatea cu fosta menajeră a familiei Focker, Isabel Villalobos, cu 15 ani mai devreme. Fiul lui Isabel, Jorge, în vârstă de 15 ani, care nu și-a întâlnit niciodată tatăl și care seamănă izbitor cu Greg, îi atrage atenția lui Jack după ce repară toaleta mașinii. Roz, Bernie și Dina află că Pam este însărcinată, dar promit să nu-i spună lui Jack.
Greg este lăsat singur să-l îngrijească pe Micul Jack, pe care Jack l-a crescut prin metoda Ferber. În ciuda instrucțiunilor stricte ale lui Jack de a-l lăsa să se auto-liniștească, Greg nu poate rezista să asculte strigătele Micuțului Jack și încearcă să-l înveselească îmbrățișându-l și din neatenție, glumind cu el, îl învață cuvântul „asshole” (nemernic).
Când Greg răspunde la un scurt apel telefonic de la Roz, Micuțul Jack este ajutat să iasă din premergător de Jinx. Îi pornește televizorul unde rulează Scarface și își lipește mâinile de o sticlă de rom, în timp ce spune „nemernic” în mod repetat. Totul lucru duce la o ceartă între Jack și familia Focker pe marginea metodelor parentale ale celuilalt.
Jack începe să-l spioneze pe Greg, trimițând atât mostrele de păr ale lui Greg, cât și ale lui Jorge pentru un test ADN. Apoi îl invită pe Jorge la petrecerea de logodnă a lui Greg și Pam, în speranța de a-l determina pe Greg să recunoască că este tatăl lui Jorge. Când Greg neagă că a știut despre Jorge, Jack nu îl crede, așa că îl droghează cu o injecție cu serul adevărului. În timp ce ține un toast, Greg spune fără să vrea că Pam este însărcinată și că Jorge este fiul său înainte de a-și pierde cunoștința.
A doua zi dimineața, Pam îl întreabă pe Greg despre Jorge și acesta jură că nu știa nimic despre el înainte de seara precedentă. Ea îl crede și este dispusă să rezolve lucrurile cu Greg. Jack e la limită și îi cere lui Pam și Dinei să plece cu el. Dina refuză și dezvăluie că Jack l-a drogat pe Greg. Toată lumea se întoarce împotriva lui Jack și îl informează că erau toți conștienți de sarcina lui Pam, dar nu i-au spus din cauza incapacității lui de a avea încredere în oameni. Șocat și rănit, Jack pleacă doar cu nepotul său.
Bernie și Greg îl urmăresc pe Jack, dar sunt opriți și arestați de ofițerul Vern LeFlore pentru viteză și pentru că nu au rămas în mașina lui Bernie când au fost opriți. Între timp, Jack primește rezultatele testului ADN; tatăl lui Jorge este într-adevăr un jucător de baseball care seamănă și cu Greg. Jack se întoarce spre casă. Când Jack vede că Bernie și Greg sunt arestați, el încearcă să-i apere, dar LeFlore îl electrocutează și îl arestează și pe el.
Greg, Jack și Bernie sunt eliberați din închisoare de către judecătorul Ira, un client al Rozei. Înainte de a pleca, Greg le cere lui Jack și Bernie să nu se mai certe. Jack recunoaște că a făcut o greșeală în privința lui Jorge și îi explică lui Bernie ce a făcut la CIA înainte de pensionare și apoi își cere scuze pentru acțiunile sale.
Greg și Pam sunt căsătoriți în acel weekend de fostul ei logodnic Kevin, acum un pastor interconfesional hirotonit. Jack se uită pe filmările ascunse ale camerei pentru a descoperi că fiecare membru al familiei Focker i-a pus în pericol metoda Ferber.

## Distribuție
- Robert De Niro - Jack Byrnes
- Ben Stiller - Greg Focker
- Dustin Hoffman - Bernie Focker
- Barbra Streisand - Roz Focker
- Blythe Danner - Dina Byrnes
- Teri Polo - Pam Byrnes
- Owen Wilson - Kevin Rawley
- Spencer Pickren și Bradley Pickren - Jack “Little Jack” Banks
- Alanna Ubach - Isabel Villalobos
- Ray Santiago - Jorge Villalobos
- Tim Blake Nelson - Officer Vern LeFlore
- Shelley Berman - Judge Ira
- Cedric Yarbrough - Prison guard